# دنيس إيفانز
دنيس إيفانز (بالإنجليزية: Dennis Evans)‏ (23 يوليو 1935 بتشستر في المملكة المتحدة - ) هو لاعب كرة قدم بريطاني في مركز الظهير. لعب مع نادي بانغور سيتي ونادي ترانمير روفرز لكرة القدم ونادي ريكسهام.